# Nudarchaediscus
Nudarchaediscus es un género de foraminífero bentónico de la subfamilia Archaediscinae, de la familia Archaediscidae, de la superfamilia Archaediscoidea, del suborden Fusulinina y del orden Fusulinida. Su especie tipo es Planoarchaediscus concinnus. Su rango cronoestratigráfico abarca desde el Viseense (Carbonífero inferior) hasta el Namuriense (Carbonífero superior).

## Discusión
Algunas clasificaciones más recientes incluyen Nudarchaediscus en el Suborden Archaediscina, del Orden Archaediscida, de la Subclase Afusulinana y de la Clase Fusulinata.

## Clasificación
Nudarchaediscus incluye a las siguientes especies:
- Nudarchaediscus concinnus †